# Miguel Ángel Builes

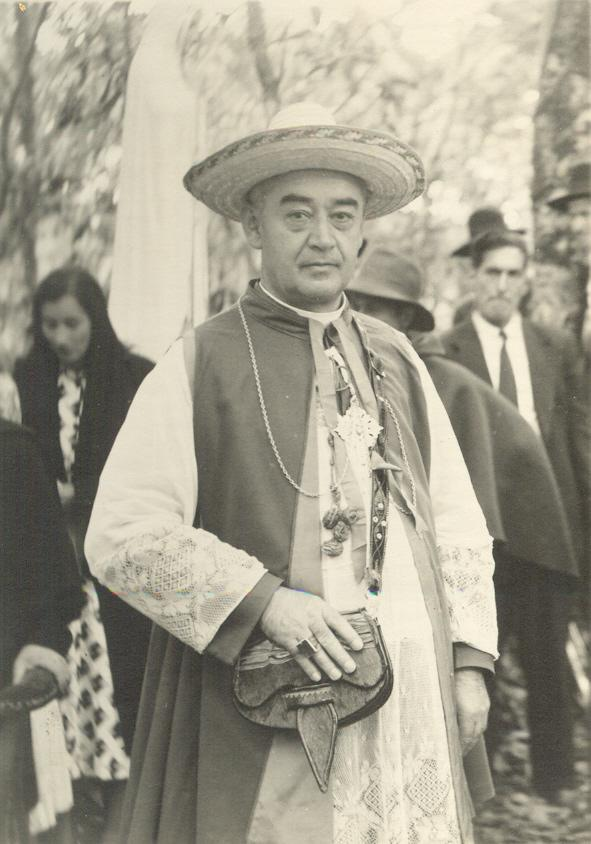
Monseñor Builes en correrías misioneras

Miguel Ángel Builes Gómez  (Donmatías, Antioquia, 9 de septiembre de 1888-Medellín, Antioquia, 29 de septiembre de 1971) fue un eclesiástico y escritor colombiano, obispo de la Iglesia católica. Durante casi cuarenta y tres años gobernó la Diócesis de Santa Rosa de Osos, en los cuales fue un personaje polémico, debido a su postura acérrima frente a los gobiernos liberales del país y especialmente era intransigente a todo lo referente al comunismo, pues los consideraba posiciones políticas e ideológicas que no iban con la Doctrina de la Iglesia y con las buenas costumbres.
Paralelamente a la polémica, Builes también se destacó por extensa obra pastoral. Fundó cuatro comunidades religiosas: Instituto de Misiones Extranjeras de Yarumal (1927), La Congregación de Hermanas Misioneras de Santa Teresita del Niño Jesús (1929), La Congregación de Hermanas Contemplativas del Santísimo (1939), y La Congregación de Hijas de Nuestra Señora de las Misericordias (1951); ordenó ciento sesenta y dos sacerdotes; consagró tres obispos: monseñor Francisco Gallego Pérez, monseñor Gerardo Valencia Cano y monseñor Gustavo Posada Peláez. Creó 23 parroquias, construyó los edificios de la Curia, del Seminario y la Basílica Menor de Nuestra Señora de las Misericordias y fomentó la devoción a esta advocación mariana.
Todo esto generó que fuera querido por unos, y odiado por otros. En la actualidad es Venerable por la Iglesia Católica desde el 19 de mayo del 2018.

## Vida y obra
Nació en Donmatías el 9 de septiembre de 1888, sus padres fueron Agustín Builes y Ana María Gómez. Los estudios primarios los realizó en la escuela de su pueblo, y los estudios secundarios y de formación sacerdotal, los hizo en el Seminario Menor de San Pedro y en el Mayor de Santafé de Antioquia, respectivamente. Ordenado sacerdote por el obispo Maximiliano Crespo Rivera el 29 de noviembre de 1914 en la capilla del Seminario Santo Tomás de Aquino de Santa Fe de Antioquia.
Su primer cargo fue como coadjutor de Valdivia y realizó viajes misioneros por la subregión antioqueña del bajo Cauca. Luego fue párroco del Tigre, Santa Isabel, Remedios, Tierradentro (Aragón), y de nuevo, en Remedios. Cuando no había cumplido aún 10 años de sacerdocio, fue preconizado Obispo de Santa Rosa por el papa Pío XI, el 27 de mayo de 1924, para suceder a monseñor Maximiliano Crespo Rivera. Recibió la consagración episcopal en la Catedral de Bogotá (primada de Colombia), junto con otros dos clérigos: monseñor Pedro María Rodríguez, y monseñor José Ignacio López, el 3 de agosto de 1924, de manos de monseñor Roberto Vicentini, Nuncio Apostólico en Colombia. Tomó posesión de la diócesis el 22 de octubre del mismo año.
Monseñor Builes fue un personaje que no estuvo ausento de polémica en Colombia, sus actitudes, para nada diplomáticas en un momento en que la Iglesia intentaba crear un ambiente de tolerancia con el partido liberal que se encontraba en el poder, hicieron de él un personaje odiado. 
Carecía de estrategia. Según uno de sus biógrafos, Miguel Zapata: “Builes se consideró tutor de la jerarquía eclesiástica en Colombia. Fustigaba a los demás obispos llamándolos perros adormecidos,”. Su voz era la única que sonaba para denunciar, lo que según él eran los horrores del liberalismo. “No sólo se tomó el derecho de trazar normas a la jerarquía en general, sino que delimitó las funciones de los diputados”. 
Por medio de sus explosivas pastorales (cartas), Builes lanzó sus severas palabras no sólo contra la política; casi todos los aspectos de la vida colombiana fueron señalados por su inacabable crítica. Su primera reprimenda fue contra la moda femenina, pues no concebía que las mujeres utilizaran “pantalones” y que montaran a caballo como los hombres. En la pastoral de 2 de febrero de 1927 escribió: 

“Mas como la moda es una dulce tirana, pero TIRANA, a última hora ha dejado de ser moda femenina en las mujeres para volverse en ellas mismas moda masculina, y han resuelto aparecer ante la faz del mundo, pásmese el cielo, vestidas de hombre y montadas a horcajadas [en los caballos] con escándalo del pueblo cristiano y complacencia del infierno [...] La naturaleza humana en su tendencia a la relajación moral, buscó maneras indecorosas de vestir, a través de los siglos; pero jamás llegó a soñar con implantar el uso del vestido del hombre para la mujer. Semejante invención estaba reservada a los tiempos modernos y a la nefanda acción de las logias [...] perdida la mujer se perdió todo”.

Luego, en la misma pastoral monseñor Builes, finalmente sentenció:

"Nos sentimos movidos a censurar y reprobar, como en efecto censuramos y reprobamos tal práctica abominable ante Dios [... ) reservándonos a Nos personalmente la absolución de este pecado contra la moral cristiana [...] sin que puedan hacerlo ni aun los venerables vicarios foráneos en ningún tiempo”.

En tal condición, monseñor Builes estableció dos nuevos pecados, exclusivos para las mujeres de su diócesis: la utilización de los pantalones y montar a caballo “a lo hombre”, con el agravante de que sólo el prelado personalmente podía absolverlas. 
Monseñor Builes estableció el Seminario de Misiones de Yarumal, el 29 de junio de 1927, el cual era uno de sus más grandes sueños y se resolvió por este municipio (Yarumal) pues su clima, su localización en el norte de Antioquia, la religiosidad de sus habitantes y, tal vez también, su mayoría conservadora, le parecieron aptos. La labor misionera en ese momento se encontraba casi monopolizada por religiosos españoles y fue este el primer seminario de misiones en América. Para reconocer a los integrantes de la comunidad, Builes diseñó un crucifijo para llevar en el pecho, con las iniciales M.X.Y.: “M” de misionero, “X” de San Francisco Xavier y “Y” de Yarumal. Prácticamente sin recursos y con pocos seminaristas, comenzó labores el 3 de julio. El 25 de septiembre de 1938 fueron ordenados sacerdotes los primeros siete misioneros. En 1929, Builes estableció también la Congregación de Hermanas Misioneras de Santa Teresita del Niño Jesús, en 1951 funda otra comunidad que nace del amor profundo a la Virgen María, después de haber iniciado la construcción de la magna Basílica ubicada en Santa Rosa de Osos, a esta cuarta obra la llamó Hijas de Nuestra Señora de las Misericordias con el lema Gloria a Dios y a la Madre de las Misericordias, queriendo propagar su celo apostólico por todo el mundo entero.
La caída del partido conservador y los inicios del gobierno de Enrique Olaya Herrera en 1930, hicieron que Builes recomenzara la controversia que San Ezequiel Moreno y el general Rafael Uribe Uribe habían tenido veinte años antes. En su pastoral de Pascua, del 5 de abril de 1931 escribió:

“Que el liberalismo ya no es pecado, se viene diciendo últimamente con grande insistencia; los prelados no sólo callan sino que han prohibido hablar del liberalismo [...] y que por tanto, ser liberal ya no es malo [...] Nada más erróneo, pues lo que es esencialmente malo jamás dejará de serlo, y el liberalismo es esencialmente malo”.

Igualmente, como en el tema de los pantalones femeninos, prohibió a otros clérigos que dieran la absolución al liberal, reservándose exclusivamente para sí mismo la condición de concederla. “Así se lucha cuando no hay armas para hacerlo en forma franca”; dijo años después. En 1932 circuló un rumor de un posible atentado contra su vida, lo que generó que Builes, en la fiesta de la Candelaria arremetiera contra los soviéticos, a quienes veía cercando a Santa Rosa de Osos. Como siempre, utilizó gran variedad de adjetivos para referirse al enemigo, los llamaba “los sin patria”, “el tártaro sin Dios”, “el pirata atrevido”, “el moscovita audaz”.
Alfonso López Pumarejo durante su gobierno que inició en 1934, emprendió una serie de reformas en varios aspectos del estado, recibiendo el nombre de Revolución en Marcha. En los referentes a la enseñanza laica y obligatoria, Builes declaró: “La educación corresponde a la familia antes que al Estado, por lo cual éste no puede arrogarse el derecho a enseñar y, lo que es peor, de declarar atea la enseñanza”.
Y sobre el tema de la autonomía universitaria, la hallaba dañina y propagadora de errores. Según Builes, las normales de varones, establecidas por el Ministerio de Educación para crear docentes “modelarán las almas de los niños, según la mente y anhelos masónicos”; el Instituto Femenino “dará a la patria maestras impías [...] y un personal apto para descristianizar del todo la niñez”, y eso que el Instituto Central Femenino de Medellín se encontraba dirigido por la moderada institutora catalana Enriqueta Séculi Bastida. 
Las publicaciones del Ministerio de Educación en su totalidad eran “una verdadera inundación de libros impíos, de revistas pornográficas y de cuadros murales (los de Pedro Nel Gómez) soeces, verdaderos pegotes sin jota de arte, pero con abundancia de inmundicia (que), bajan del Ministerio de Educación y se difunden con levadura ponzoñosa”. 
La coeducación, que en ese momento se limitaba a los jardines infantiles, “en estos climas tropicales trae consigo lo que la masonería busca: corromper la niñez y la juventud [...] los desfiles de las niñas y señoritas a medio vestir, las gimnasias desvergonzadas [...] todos los métodos corruptores que vienen utilizando con innegable éxito nuestros gobernantes masones”.
Laureano Gómez Castro fue para monseñor Builes, un personaje providencial. Lo apoyó sin ningún problema todas sus iniciativas y, cuando Gómez Castro arremetió contra Olaya,  también así lo hizo el obispo; en el comienzo del gobierno de López Pumarejo, hubo una cierta tregua, y Builes se mantuvo moderado; pero una vez rotas totalmente las relaciones entre los dos políticos en 1938, el prelado no dudó en decir que: 

“el partido comunista no puede menos que felicitar a los camaradas colombianos por la magnífica labor de penetración que han realizado con respecto al partido de gobierno en Colombia [...] que está para sufrir muy en breve [... ] su eliminación para dejar el paso y la silla de Bolívar a los discípulos de Lenin”.

Esta pastoral de Cuaresma remata con un discurso de tipo marcial incitando a la guerra santa: 

“¡Gobernantes de mi patria, abrid los ojos! [... ] ¿Cómo es que olvidáis dictar leyes que rechacen al moscovita audaz que mancha con su planta inmunda nuestro suelo? ¡soldados de mi patria! ¿Para qué recibisteis la bandera tricolor y jurasteis defenderla, si ahora la arrojáis por tierra, para que la pise el ruso infame? [...] Ya suenan los clarines que llaman al combate [...] Vuestra misión es defender la patria. ¡Atrás el extranjero! ¡Viva Colombia!”.

En dos pastorales de 1939, Builes acometió contra los carnavales, costumbre en Antioquia, que son según él “reunión de fétidos y contaminados elementos de todas partes para infectar la ciudad y dejar sus huellas inmundas en los fieles, con podredumbre moral y material”. Después condenó la soltería y, cuando arremetió contra los reinados, se mostró profético: 

“Comedia bufa y carente de seriedad de la elección de reinas [...] como nuevo pábulo a las pasiones vergonzosas se han venido estableciendo [...] los llamados reinados del maíz, del café, del fríjol, del tomate, del oro y últimamente el de la sal [...] No tardarán en establecerse los reinados y las reinas del petróleo, del carbón, de la gallina, del cerdo y del buey”.

Dos meses después de la muerte del caudillo liberal Jorge Eliécer Gaitán y del "Bogotazo", el obispo de Santa Rosa de Osos incitó a la revuelta y al aniquilamiento de los liberales. En el transcurso de la procesión del Sagrado Corazón, demandó un juramento a los feligreses para defender a Cristo, la Iglesia Católica, la Colombia católica. 
Con el paso de los años, Builes se radicalizó más y la arremetió contra casi todo. Ya en la década de los cincuenta, acometió contra los paseos en los que las mujeres “van y vienen solas o acompañadas de su novios o de sus amigos, de día y de noche, por pueblos, veredas y despoblados, en andanzas peligrosas”; el cine es “la peor escuela de robos, de asesinatos y deshonestidades”; los libros y novelas son “como una inundación de fango [...] que anega las almas”; la radio propaga “conferencias disolventes e irrespetuosas”;  que en las reuniones sociales y clubes “va el gran mundo a dejar la virtud en trizas”; y respecto al baile “son gravemente pecaminosos [...] entre éstos se encuentran el vals, la mazurca, el galop, la polka, el chotiz, la habanera, etc. “, y eso que prácticamente eran desconocidos en su diócesis. Builes llegó al punto de formular una “doctrina teológica respecto del baile”, en la que realizó descripciones detalladas de movimientos y roces, dedicando por aparte un capítulo al baile mambo, prohibiendo la absolución de ese pecado mortal, “horrenda corrupción”. 
Builes en su pastoral del 24 de febrero de 1953, condenó a la disidencia que pudiera levantarse contra el presidente Laureano Gómez y su escogido Roberto Urdaneta Arbeláez. Esta era planeada por el liberalismo comunista y “espíritus ambiciosos e inconformes del conservatismo”, a la cual se haría frente con el corporativismo, expuesto así con los proyectos de Laureano.
El papa Pío XII honró a monseñor Builes con el título de Prelado Doméstico de Su Santidad, Asistente al Solio Pontificio y Conde Romano en 1952. Viajó varias veces a Roma, realizando las tradicionales visitas ad Limina. Aunque fueron las cartas pastorales (sesenta en total) las que le dieron resonancia en Colombia y también su medio favorito, como escritor dejó varias obras como Cuarenta días en el Vaupés y Testamento Espiritual, entre otras.
A la edad de 80 años, obedeciendo la voluntad del papa Pablo VI, presentó el 15 de febrero de 1967 renuncia al gobierno pastoral de la diócesis, cargo que había desempeñado por 43 años; le fue aceptada el 22 de abril del mismo año, y el 8 de junio también de ese año su sucesor, monseñor Félix María Torres Parra, quien se desempeñaba desde hacía un año como Obispo Auxiliar de Cartagena, tomó posesión como obispo coadjutor y administrador apostólico, y en consideración a monseñor Builes, este conservó hasta su muerte con el título de obispo de Santa Rosas de Osos. 
Trasladó entonces su residencia a Medellín, donde falleció el 29 de septiembre de 1971. El 29 de septiembre de 2001 se inició el proceso de beatificación y canonización, diligencia que marcha satisfactoriamente, en la actualidad es Venerable por la Iglesia Católica.